# پدرو بیدا
پدرو بیدا (به پرتغالی: Pedro Henrique Nogueira Beda) مهاجم اهل برزیل است که در شهر Aquidauana و در تاریخ ۵ مارس ۱۹۸۹ به دنیا آمده‌است.
پدرو بیدا در تیم‌های فوتبال هیرنفین سابقهٔ حضور دارد.